# Deltatheridiidae
Deltatheridiidae (лат.) — семейство вымерших базальных плотоядных метатериев — клады млекопитающих, включающей сумчатых. Они жили в меловом периоде и в почти все исчезли во время мел-палеогенового вымирания. Однако известна одна линия, представленная родом Gurbanodelta, которая дожила до позднего палеоцена, уменьшившись в размерах и став насекомоядными.
Палеоареал семейства, установленный по месту нахождения окаменелостей, ограничен Центральной Азией (Монголия и Узбекистан) и Северной Америкой (США: Оклахома, Техас, Юта, Вайоминг).

## Классификация
По данным сайта Paleobiology Database, на июнь 2021 года в семейство включают 9 вымерших родов:
- Atokatheridium
- Deltatheridium
- Gurbanodelta
- Hydotherium
- Lotheridium
- Nanocuris
- Oklatheridium
- Sulestes
- Tsagandelta